# Birobidschaner Schtern
Der Birobidschaner Schtern oder Birobidzhaner Shtern (jiddisch ביראָבידזשאנער שטערן, russisch Биробиджанер Штерн Birobidžaner Štern) ist eine jiddisch- und russischsprachige Zeitung in Birobidschan in der Jüdischen Autonomen Oblast in Russland. Sie erscheint zweimal wöchentlich in einer Auflage von 5.000 Exemplaren.

## Geschichte
Der Birobidschaner Schtern wurde 1930 für jiddischsprachige Siedler in der neu gebildeten Jüdischen Autonomen Oblast in Birobidschan im äußersten Südosten Russlands gegründet. Die anfängliche Auflage betrug 2.000 Exemplare. 1934 wurde die Zeitung zum offiziellen Organ der Gebietsverwaltung.
Ab Ende 1941 erschien die Zeitung in der russischsprachigen Birobidschanskaja swesda, seit 1945 wieder als eigene Zeitung. Im Rahmen der stalinschen Säuberungen wurden Ende der 1940er-Jahre einige Mitarbeiter verhaftet, 1949 wurde die Zeitung eingestellt. Seit 1952 erschien sie wieder. Bis 1961 die Zeitschrift Sowetisch Hejmland gegründet wurde, war der Birobidschaner Schtern das einzige in der Sowjetunion erscheinende jiddischsprachige Periodikum der Nachkriegszeit.
In den 1980er-Jahren, als die Zeitung unter der Leitung von Leonid Schkolnik stand, war die Zeitung eine bedeutende Tribüne der jiddischen Kultur in der Sowjetunion, indem sie einmal in der Woche auf ihren Spalten die Schaffungen jiddischer Autoren aus dem ganzen Land veröffentlichte.
Seit 1991 erscheint ein stets größerer Teil der Zeitung in russischer Sprache, da immer weniger Juden Jiddisch verstehen. 2009 wurde sie mit der russischsprachigen Birobidschanskaja swesda zu einer Zeitung vereinigt.